# Partido Radical Socialdemócrata

Partido Radical Socialdemocrata är ett socialdemokratiskt parti i Chile, som närmast ligger Vänsterpartiet i sin ideologi. Det är medlem av Socialistinternationalen.
Partiet grundades den 18 augusti 1994 efter en sammanslagning av Partido Radical och Partido Social Democracia de Chile.